# Opilio afghanus
Opilio afghanus is een hooiwagen uit de familie echte hooiwagens (Phalangiidae).